# 280 Філія
280 Філія (280 Philia) — астероїд головного поясу, відкритий 29 жовтня 1888 року австрійським астрономом Йоганном Паліза в обсерваторії міста  Відня.